# Wahlbezirk Böhmen 52
Der Wahlbezirk Böhmen 52 war ein Wahlkreis für die Wahlen zum Abgeordnetenhaus im österreichischen Kronland Böhmen. Der Wahlbezirk wurde 1907 mit der Einführung der Reichsratswahlordnung geschaffen und bestand bis zum Zusammenbruch der Habsburgermonarchie.

## Geschichte
Nachdem der Reichsrat im Herbst 1906 das allgemeine, gleiche, geheime und direkte Männerwahlrecht beschlossen hatte, wurde mit 26. Jänner 1907 die große Wahlrechtsreform durch Sanktionierung von Kaiser Franz Joseph I. gültig. Mit der neuen Reichsratswahlordnung schuf man insgesamt 516 Wahlbezirke, wobei mit Ausnahme Galiziens in jedem Wahlbezirk ein Abgeordneter im Zuge der Reichsratswahl gewählt wurde. Der Abgeordnete musste sich dabei im ersten Wahlgang oder in einer Stichwahl mit absoluter Mehrheit durchsetzen. Der Wahlkreis Böhmen 52 umfasste die Gerichtsbezirke Pilsen und Blowitz, wobei die Stadt Pilsen (Wahlbezirke 14 und 15) und die Gemeinde Littitz (Wahlbezirke 122) vom Wahlbezirk ausgenommen waren.
Aus der Reichsratswahl 1907 ging aus dem ersten Wahlgang der Sozialdemokrat Gustav Habrmann mit 63 Prozent als Sieger hervor. Bei der Reichsratswahl 1911 konnte er sein Mandat erfolgreich im ersten Wahlgang mit 60 Prozent verteidigen.

## Wahlergebnisse

### Reichsratswahl 1907
Die Reichsratswahl 1907 wurde am 14. Mai 1907 (erster Wahlgang) durchgeführt. Die Stichwahl entfiel auf Grund der absoluten Mehrheit für Habrmann im ersten Wahlgang.
| Kandidat                                                                       | Partei                                  | Wahlkreis- stimmen | Prozent |
| ------------------------------------------------------------------------------ | --------------------------------------- | ------------------ | ------- |
| Gustav Habrmann                                                                | Tschechische Sozialdemokratische Partei | 7562               | 63,0 %  |
| Josef Hodek                                                                    | Tschechische Agrarpartei                | 3391               | 28,2 %  |
| Přibyl                                                                         | Jungtschechen                           | 922                | 7,7 %   |
| Karel Wolf                                                                     | Agrarier (Katholische Volkspartei)      | 114                | 0,9 %   |
|                                                                                | Sonstige Parteien                       | 15                 | 0,1 %   |
| Wahlberechtigte: 13.488, Ungültige/Leere Stimmen: 104, Wahlbeteiligung: 89,8 % |                                         |                    |         |

### Reichsratswahl 1911
Die Reichsratswahl 1911 wurde am 13. Juni 1911 (erster Wahlgang) durchgeführt. Die Stichwahl entfiel auf Grund der absoluten Mehrheit für Habrmann im ersten Wahlgang.
| Kandidat                                                                       | Partei                                  | Wahlkreis- stimmen | Prozent |
| ------------------------------------------------------------------------------ | --------------------------------------- | ------------------ | ------- |
| Gustav Habrmann                                                                | Tschechische Sozialdemokratische Partei | 7391               | 60,2 %  |
| Josef Suhrada                                                                  | Tschechische Agrarpartei                | 3657               | 29,8 %  |
| František Bílek                                                                | Tschechisch national-soziale Partei     | 1071               | 8,7 %   |
| V. Šťastný                                                                     | Tschechische Christlichsoziale Partei   | 129                | 1,1 %   |
|                                                                                | Sonstige Parteien                       | 21                 | 0,2 %   |
| Wahlberechtigte: 14.746, Ungültige/Leere Stimmen: 134, Wahlbeteiligung: 84,1 % |                                         |                    |         |